# Грандв'ю (Іллінойс)
Грандв'ю (англ. Grandview) — селище (англ. village) в США, в окрузі Сенґамон штату Іллінойс. Населення — 1405 осіб (2020).

## Географія
Грандв'ю розташований за координатами 39°49′3″ пн. ш. 89°37′5″ зх. д. / 39.81750° пн. ш. 89.61806° зх. д. (39.817526, -89.618117).  За даними Бюро перепису населення США в 2010 році селище мало площу 0,87 км², уся площа — суходіл.

## Демографія
Згідно з переписом 2010 року, у селищі мешкала 1441 особа в 648 домогосподарствах у складі 376 родин. Густота населення становила 1648 осіб/км².  Було 684 помешкання (782/км²).
Расовий склад населення:
| - 89,7 % — білих - 6,7 % — чорних або афроамериканців - 0,5 % — корінних американців - 0,3 % — азіатів |

До двох чи більше рас належало 2,6 %. Частка іспаномовних становила 1,0 % від усіх жителів.
За віковим діапазоном населення розподілялося таким чином: 21,7 % — особи молодші 18 років, 61,9 % — особи у віці 18—64 років, 16,4 % — особи у віці 65 років та старші. Медіана віку мешканця становила 38,1 року. На 100 осіб жіночої статі у селищі припадало 97,4 чоловіків;  на 100 жінок у віці від 18 років та старших — 97,4 чоловіків також старших 18 років.
Середній дохід на одне домашнє господарство  становив 47 347 доларів США (медіана — 39 063), а середній дохід на одну сім'ю — 48 726 доларів (медіана — 41 250). Медіана доходів становила 44 375 доларів для чоловіків та 37 045 доларів для жінок. За межею бідності перебувало 23,9 % осіб, у тому числі 45,0 % дітей у віці до 18 років та 2,8 % осіб у віці 65 років та старших.
Цивільне працевлаштоване населення становило 598 осіб. Основні галузі зайнятості: освіта, охорона здоров'я та соціальна допомога — 17,6 %, роздрібна торгівля — 12,7 %, публічна адміністрація — 12,0 %.